# Ture Håkan Pettersson
Ture Håkan Pettersson (* 11. Mai 1949 in Sundsvall, Västernorrland; † 10. Mai 2008 in Timrå, Västernorrland) war ein schwedischer Eishockeyspieler.
Pettersson spielte seine komplette aktive Karriere beim Timrå IK. In 451 Spielen, die meisten davon mit seinem Bruder Stefan, schoss er 193 Tore und erzielte 406 Punkte. Während dieser Zeit wurde der Klub einmal schwedischer Vizemeister, konnte aber die schwedische Meisterschaft nie gewinnen. 
Pettersson wurde des Weiteren für die schwedische Nationalmannschaft ausgewählt, für welche er 65 Spiele absolvierte, darunter auch vier Weltmeisterschaften (1971–1975). Jedes Mal gewannen er dabei die Bronzemedaille.
1972 nahm Pettersson an den Olympischen Winterspielen in Sapporo teil, wo das schwedische Team den vierten Platz erreichte. 